# Daniel Hennequin
Daniel Hennequin est un physicien français, né le 14 décembre 1961, chercheur au CNRS affecté au PhLAM, le Laboratoire de physique des lasers, atomes et molécules de l'Université Lille I dans le groupe « Atomes Froids ». Il a reçu en 2014 le Prix Jean Perrin 2013 de la Société française de physique et le prix Grand prix Educatec 2013 pour l'ensemble de la série Kézako